# Vitor Eduardo
Vitor Eduardo da Silva Matos (sinh ngày 2 tháng 2 năm 2000 tại Jacarezinho, Brasil), là một cầu thủ bóng đá người Brasil hiện đang chơi ở vị trí Trung vệ cho câu lạc bộ Palmeiras và Đội tuyển bóng đá U-17 quốc gia Brasil.